# Pedro Leal
Pedro Luis Leal Valencia (Puntarenas, 31 de enero de 1989) es un futbolista costarricense. Juega como defensa y actualmente milita en el Deportivo Upala Fútbol Club de la Segunda División de Costa Rica.

## Clubes
| Club               | País       | Año         |
| ------------------ | ---------- | ----------- |
| Puntarenas FC      | Costa Rica | 2008 - 2011 |
| FK Senica          | Eslovaquia | 2011 - 2012 |
| Puntarenas FC      | Costa Rica | 2012 - 2013 |
| A.D. Carmelita     | Costa Rica | 2014        |
| Pérez Zeledón      | Costa Rica | 2015        |
| UCR Fútbol Club    | Costa Rica | 2015 - 2016 |
| A.D. Carmelita     | Costa Rica | 2016 - 2019 |
| A.D. Guanacasteca  | Costa Rica | 2020 - 2025 |
| Deportivo Upala FC | Costa Rica | 2025 - Act  |

## Palmarés

### Títulos nacionales
| Título                         | Club             | País       | Año  |
| ------------------------------ | ---------------- | ---------- | ---- |
| Segunda División de Costa Rica | A.D Guanacasteca | Costa Rica | 2020 |
| Segunda División de Costa Rica | A.D Guanacasteca | Costa Rica | 2020 |